# Veselin Vuković
Veselin Vuković (Struga, 19. prosinca 1958.), bivši srbijanski rukometaš i bivši izbornik srbijanske reprezentacije (2010. – 2013.). Visok je 192 cm.

## Igračka karijera
Igrao je u Metaloplastici (pet naslova prvaka Jugoslavije, četiri kupa Jugoslavije i dva naslova europskog prvaka), Atléticu iz Madrida (kup kralja i naslov prvaka Španjolske) i Barceloni (kup kralja). S reprezentacijom Jugoslavije osvojio je olimpijsko zlato 1984. i svjetsko 1986.

## Trenerska karijera
Po završetku igračke karijere bio je trener Metaloplastike, trener juniorske reprezentacije Jugoslavije i pomoćni trener reprezentacije na Olimpijskim igrama 2000. u Sydneyu. Poslije Olimpijskih igara radio je na Cipru, da bi ga upravni odbor Rukometnog saveza Srbije (RSS) 1. travnja 2010. imenovao izbornikom muške reprezentacije do 2012. godine i Olimpijskih igara u Londonu (mandat mu je produljen). Osvojio je srebro na Europskom prvenstvu u rukometu 2012. održanom u Srbiji. 24. svibnja 2013. na mjestu srbijanskog izbornika zamijenio ga je Ljubomir Vranješ.